# Campionato centramericano maschile di pallacanestro 2004
Il 19º Campionato dell'America Centrale e Caraibico Maschile di Pallacanestro FIBA (noto anche come FIBA Centrobasket 2004) si è svolto dal 7 luglio all'11 luglio 2004 a Santo Domingo nella Repubblica Dominicana. Il torneo è stato vinto dalla nazionale dominicana.
I FIBA Centrobasket sono una manifestazione contesa dalle squadre nazionali di Messico, Centro America e Caraibi, organizzata dalla CONCENCABA (Confederazione America Centrale e Caraibi), nell'ambito della FIBA Americas.

## Squadre partecipanti
- Antigua e Barbuda
- Barbados
- Cuba
- Guatemala
- Messico
- Panama
- Porto Rico
- Rep. Dominicana

## Classifica finale
| Pos | Squadra | V-P |
| --- | --- | --- |
|     | Rep. Dominicana4 Ramírez, 5 Paniagua, 6 Turner, 7 Arias, 8 M. Martínez, 9 Soliver, 10 Charles, 11 Payano, 12 Lalane, 13 Filión, 14 J.C. Martínez, 15 J. Martínez, All. Boyón Domínguez | 5-0 |
|     | Porto Rico4 Ramos, 5 Casiano, 6 Rivera, 7 Hatton, 8 Apodaca, 9 Dalmau, 10 Ayuso, 11 Falcón, 12 Hourruitiner, 13 Fajardo, 14 J. Rivera, 15 Jones, All. -                                | 4-1 |
|     | Panama4 Daley, 5 Johnson, 6 Mendieta, 7 M. Gómez, 8 Isaac, 9 Allen, 10 De Gracia, 11 Hicks, 12 Warren, 13 García, 14 Maldonado, 15 Cárdenas, All. -                                    | 3-2 |
| 4   | Messico4 Acuña, 5 Ávila, 6 González, 7 Llamas, 8 López, 9 Rochín, 10 Mariscal, 12 Izaguirre, 13 Zúñiga, 14 Benítez, 15 Chávez, All. -                                                  | 2-3 |
| 5   | Cuba4 Jemmott, 5 Guerra, 6 Ramírez, 7 Matos, 8 Ferrer, 9 Silvestre, 10 González, 11 Torriente, 12 Haití, 13 Elías, 14 Núñez, 15 Simón, All. Daniel Scott                               | 3-2 |
| 6   | Barbados4 Gill, 5 Motara, 6 Da. Browne, 7 Downes, 8 Ramsay, 9 Foster, 10 Payne, 11 Patterson, 12 Nurse, 13 De. Browne, 14 Layne, 15 Griffith, All. -                                   | 2-3 |
| 7   | Antigua e Barbuda4 London, 5 C. Simon, 6 Ma. Davis, 7 Mo. Davis, 8 R. Simon, 9 Charles, 10 Zhabazz, 11 Martin, 12 Gregory, 13 Edwards, 14 Joseph, 15 James, All. -                     | 1-4 |
| 8   | Guatemala4 Amaya, 5 Padilla, 6 Morales, 7 Samayoa, 8 Gillespie, 9 Barrios, 10 Ortiz, 11 R. Rodríguez, 12 Duarte, 13 H. Rodríguez, 14 Trigueño, All. -                                  | 0-5 |